# Cleopatra I

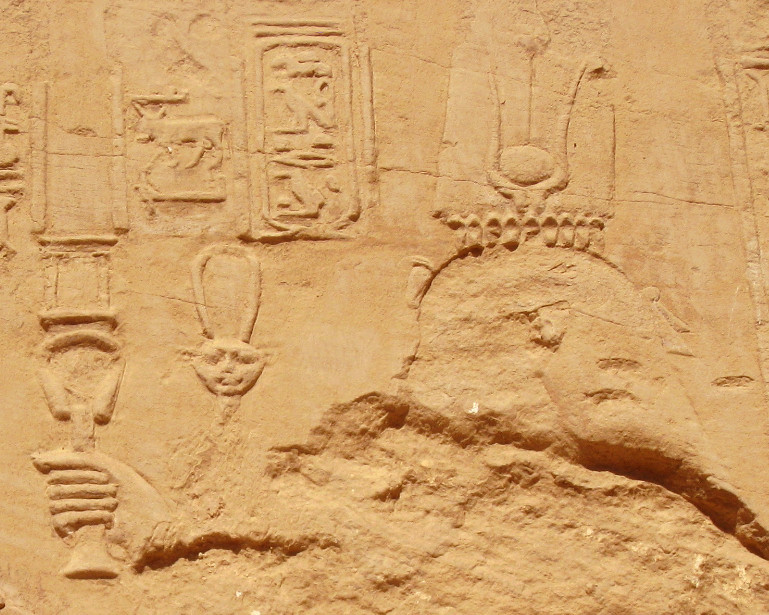
Cleopatra I
El Kab

Cleopatra I Syra (Κλεοπάτρα η Σύρα) was koningin en later voor een korte periode farao van Ptolemaeïsch Egypte.
Cleopatra Syra was de dochter van Antiochus III, koning van Syrië, vermoedelijk bij diens echtgenote Laodice III en geboren tussen circa 210 en 200 v.Chr. (vermoedelijk vóór 202). Ze werd verloofd met Ptolemaeus V Epiphanes van Egypte in 196 v.Chr. Ze huwde hem te Raphia in 193 v.Chr., waarbij ze werd opgenomen in Ptolemaeus V van Egypte zijn dynastieke cultus als Θεοι Επυφανεις (manifeste goden).
Ze was de moeder van Ptolemaeus VI Philometor, Ptolemaeus VIII Euergetes II en vermoedelijk ook van Cleopatra II. Ze was de oudere co-regent van haar zoon Ptolemaeus VI vanaf september 180 v.Chr.
Ze stierf tussen 9 Mesore jaar 3 (10 september 178 v.Chr.) en 9 Thoth jaar 5 (14 oktober 176 v.Chr.).

## Voetnoten
1. 1 2  Appianus, Syriaca I 5.
2. ↑  Zie: C.J. Bennett, art. Cleopatra I, in Egyptian Royal Genealogy, 2002-2005 (voetnoot 4).
3. ↑  Appianus, Syriaca I 4 (verloofd met Ptolemaeus IV, maar dit is fout); Polybius, XVIII 51.10; Livius, Ab Urbe Condita XXXIII 40; Hiëronymus van Stridon, Commentarii in Danielem 17-19.
4. ↑  Livius, Ab Urbe Condita XXXV 13; Cassius Dio, XIX 18; Hiëronymus van Stridon, Commentarii in Danielem 17-19.
5. ↑  Polybius, XXVIII 20.9.
6. ↑  Hiëronymus van Stridon, Commentarii in Danielem 11.27-30.
7. ↑  P.Ryland IV 589; PFreiburg III 12; J.N. Svoronos, Die Münzen der Ptolemäer, Athene, 1904, nrs. 1380-1382 (pl. 47a.9,13; 47b.15); J.E.G. Whitehorne, Cleopatras, Londen - New York, 1994, pl. 3. Gearchiveerd op 22 december 2022.
8. ↑  Terminus post quem in PFreiburg III 22 en terminus ante quem in P.Brit.Mus.Reich 10230.